# Piotr Anjou

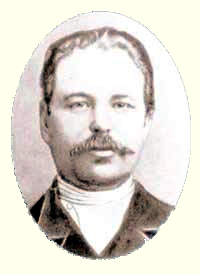
Piotr Fiódorovich Anjou

Piotr Fiódorovich Anjou o Anzhú (en ruso: Пётр Фёдорович Анжу́; Vyshni Volochok, 15 de febrero de 1796 — San Petersburgo, 12 de octubre de 1869) fue un oficial naval y explorador del Ártico ruso, que llegó a almirante de la flota de Rusia. 
Como teniente, Anjou fue asignado  en 1820 a la expedición encabezada por Ferdinand von Wrangel que tenía por fin describir la costa norte de Siberia. La misión duró cuatro años y él y sus asistentes —P. Ilyín, Iliá Berezhnyj y A. Figurin— describieron la costa y las islas entre la desembocadura del río Oleniok y la del río Indigirka y realizaron un mapa de las islas de Nueva Siberia. 
En 1825-26, Anjou participó en la descripción de la costa noreste del mar Caspio y de la costa occidental del mar de Aral. Anjou se distinguió, como teniente del acorazado Gangut,  en la batalla de Navarino (1827).
Más tarde, ocupó varios puestos de mando, también puestos administrativos y en establecimientos científicos del Departamento de la Marina de Guerra.

## Reconocimientos
Uno de los grupos de islas del archipiélago de las islas de Nueva Siberia lleva su nombre en su honor, las Islas Anzhú.